# Oliver Gray
Oliver Gray, né le 28 avril 2005 à Woking, est un pilote automobile britannique. en 2023, Il participe au Championnat de Formule 3 FIA avec l'écurie Carlin. Il est vice-champion de Grande-Bretagne de Formule 4 et membre de la Williams Racing Driver Academy en 2022 et 2023,.

## Biographie

### Karting
Gray commence sa carrière dans le sport automobile en karting en 2017. En 2019, il remporte la catégorie X30 Junior du championnat britannique et du Grand Prix Motorsport UK Kartmasters et est également vice-champion dans la même catégorie de la IAME Euro Series, derrière Oliver Bearman. Il court également dans la classe OK Junior de la WSK Euro Series. Il participe à plusieurs championnats d'Europe tout au long de la saison 2020.

### Formule 4
En 2021, Gray passe en monoplace et participe au championnat britannique de Formule 4 avec l'équipe Fortec Motorsport. Il remporte deux courses sur le circuit de Thruxton, mais ne parvient à monter sur le podium pour le reste de la saison. Avec 173 points, il se classe septième du championnat. Cette année-là, il participe également aux deux derniers weekends de course du championnat italien de Formule 4 avec BVM Racing. Deux douzièmes places à Monza ont été ses meilleurs résultats.
En 2022, Gray commence la saison dans le championnat des Émirats arabes unis de Formule 4, pilotant pour Hitech GP. Il ne participe qu'aux deux premiers weekends, mais obtient un podium sur le circuit de Yas Marina. Avec 41 points, il termine quinzième du championnat. Il retourne ensuite en Formule 4 britannique, où il signe avec Carlin. Il rejoint ensuite la Williams Racing Driver Academy, le programme de formation de l'équipe Williams F1 Team. Au cours de la saison, il remporte deux victoires sur le circuit de Croft et à Silverstone et monte sur le podium à quatorze reprises dans les autres courses. Avec 343 points, il termine vice-champion derrière Alex Dunne.

### Formule 3 FIA
En 2023, Oliver Gray est promu en Formule 3 FIA et reste avec Carlin.

## Résultats en compétition automobile
| Saison | Championnat                   | Écurie                    | Courses | Victoires | Pole positions | Meilleurs tours | Podiums | Points | Classement |
| ------ | ----------------------------- | ------------------------- | ------- | --------- | -------------- | --------------- | ------- | ------ | ---------- |
| 2021   | Formule 4 italienne           | BVM Racing                | 6       | 0         | 0              | 0               | 0       | 0      | 37e        |
| 2021   | Formule 4 britannique         | Fortec Motorsport         | 27      | 2         | 1              | 1               | 2       | 173    | 7e         |
| 2022   | Formule 4 Émirats arabes unis | Hitech GP                 | 8       | 0         | 0              | 0               | 1       | 41     | 15e        |
| 2022   | Formule 4 britannique         | Carlin Motorsport         | 30      | 2         | 2              | 1               | 16      | 343    | 2e         |
| 2023   | Formule 3 FIA                 | Rodin Carlin              | 18      | 0         | 0              | 0               | 0       | 0      | 29e        |
| 2024   | European Le Mans Series       | Inter Europol Competition |         |           |                |                 |         |        | e          |